# Kačkala

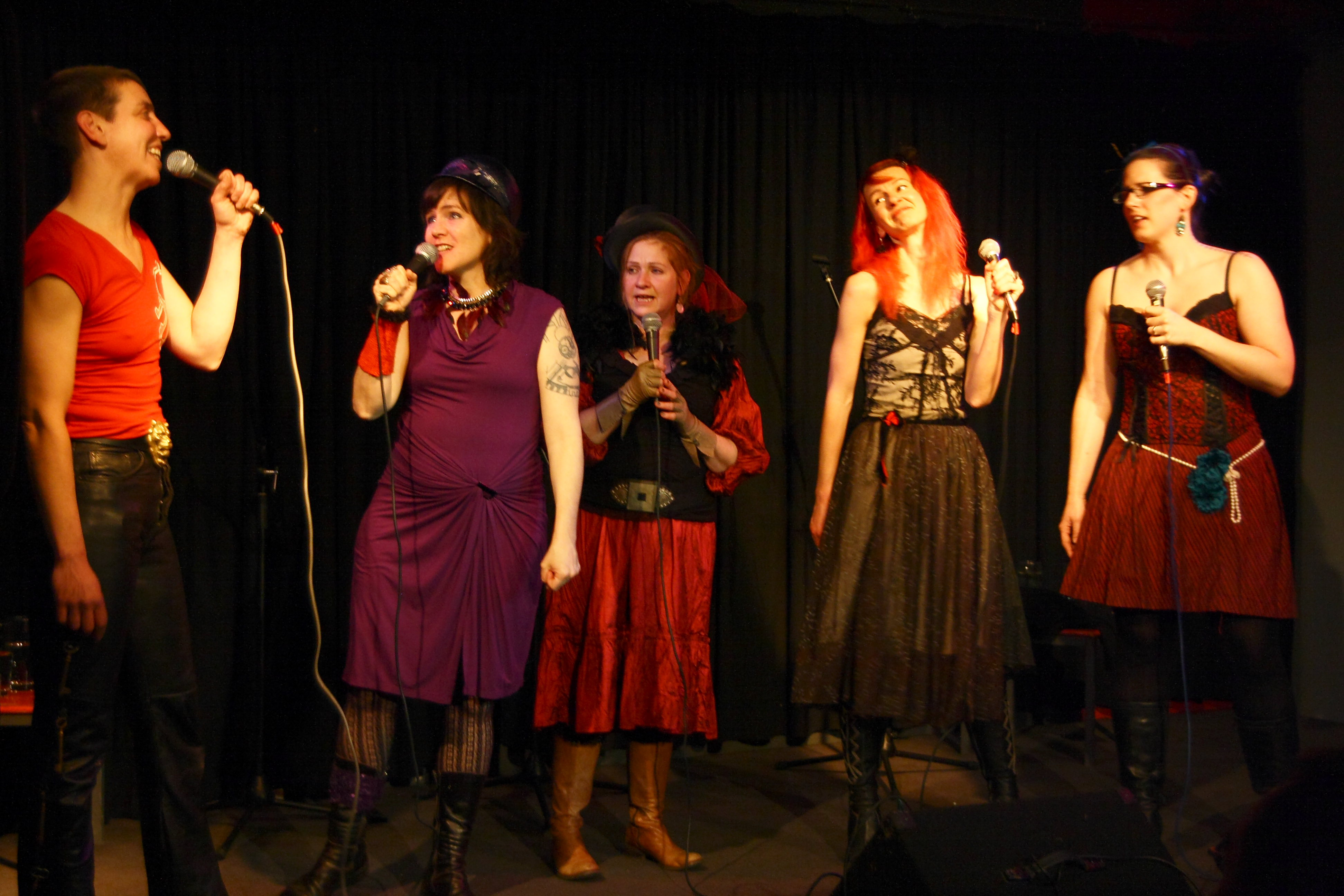
Kačkala im club W71, 2013

Kačkala (ausgesprochen Katschkalla) ist ein amerikanisch-tschechisches Frauen-A cappella-Quintett.

## Geschichte
Gegründet wurde die Gruppe spontan 1999, als sich anlässlich des siebten Theaterfestivals in Tábor noch kurzfristig Platz für ein weiteres Ensemble ergab. Die Aktivistin Hilary „Backdoor Bobbi“ Binder, Schlagzeugerin des Instrumental-Jazz-Punk-Duos Sabot erfüllte sich dabei ihren lange gehegten Traum eines reinen Frauen-A Cappella-Ensembles gemeinsam mit Petra „Saddlesore Sadie“ Podlahová und den Schwestern Eva „Luscious Lucille“ Kubešová und Kateřina „Pretty Pink Pussy“ Kubešová. Lexa „Black Belt Betty“ Walsh ersetze 2005 Petra Podlahová und Stacy „Ruby Royale“ Rubin ergänzt das Quartett bei Auftritten zum Quartett.

## Stil
Schlager und Popmusik – wie bei einer Vielzahl anderer A Cappella-Ensembles häufig – sind als Einflüsse auf ihre Musik und Texte nicht prägend. Stilistisch orientierte sich Kačkala zu Beginn stark an Country-Musik, die sie mit tschechischen Kinderliedern und anderen Elementen mischte. Einflüsse aus Folk, Barbershop, Jazz oder Riot Grrrl–Punk sind deutlich erkennbar. Auf Coverversionen bekannter Songs verzichtet die Gruppe und singt weitgehend Eigenkompositionen. Sie selbst bezeichnet ihre Lieder als einen „Mix aus Kompositionen über verrückte Mädchen, böse Mädchen und traurige Mädchen“.
Mit ihren leicht frivolen Bühnenpersönlichkeiten und -namen lehnen sich die Frauen im Vintage- oder Cowgirlstil am Western oder Gangsterfilm an.
Ihre Songtexte wechseln zwischen Englisch und Tschechisch.

## Diskografie

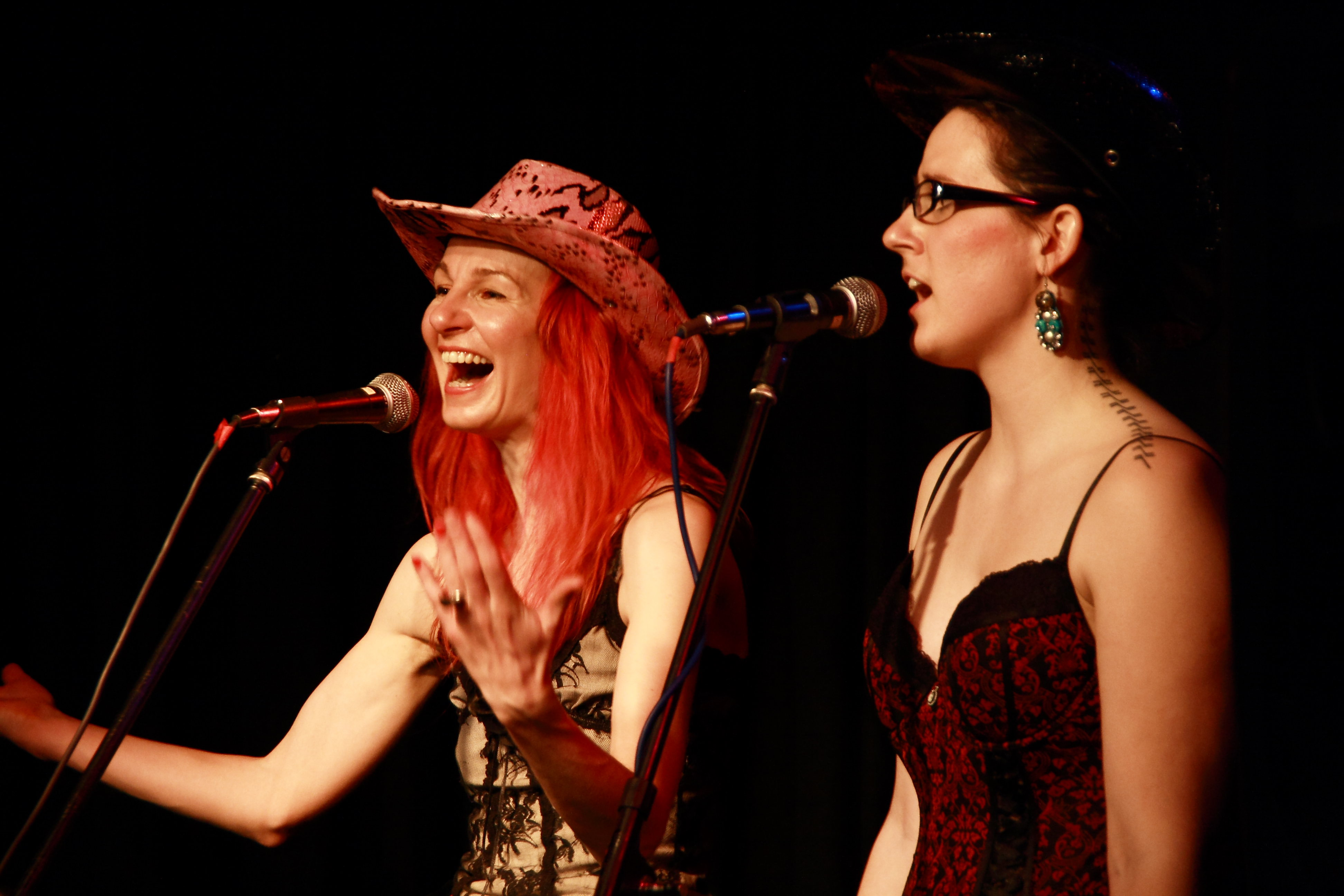
Kačkala im Club W71, 2013

- 2003: Wanted (Silver Rocket Records)
- 2006: Vox (Silver Rocket Records)
- 2008: Entrée (Silver Rocket Records)